# 2744 Birgitta
2744 Birgitta (1975 RB) là một tiểu hành tinh bay qua Sao Hỏa được phát hiện ngày 4 tháng 9 năm 1975 bởi Lagerkvist, C.-I. ở Kvistaberg.